# 绿叶润楠
绿叶润楠（学名：Machilus viridis），为樟科润楠属下的一个种。其种加词“viridis”意为“绿色的”。